# Kamel Ajlouni

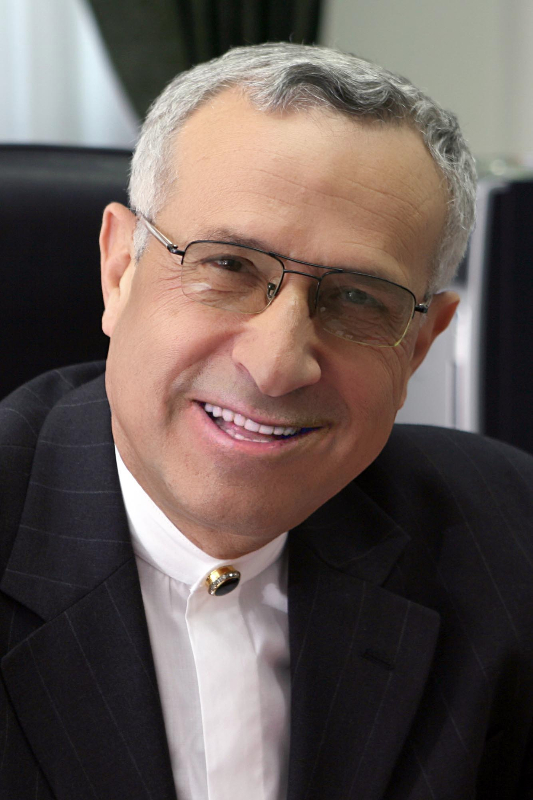
Kamel Ajlouni 2007

Kamel Ajlouni (arabisch كامل محمد صالح العجلوني, DMG Kāmil Muḥammad Ṣāliḥ al-ʿAǧlūnī; * 1. März 1943 in Sarih) ist ein jordanischer Endokrinologe und Politiker.

## Leben
Ajlouni erwarb das Doktorat der Medizin 1968 von der Universität Heidelberg und wurde 1985 Professor für Endokrinologie an der Universität von Jordanien. Er ist Präsident des Nationalen Zentrums für Diabetes, Endokrinologie und Genetik (engl. kurz: National Centre for Diabetes) in Jordanien und Gründungspräsident der Jordanischen Universität für Wissenschaft und Technologie (Jordan University of Science and Technology; Abk. JUST). Mehr als 140 seiner Arbeiten wurden in wissenschaftlichen Journals publiziert.
Er war Minister für Gesundheit (1984–1985) und Senator von Jordanien.
Ajlouni war einer der 138 Unterzeichner des offenen Briefes Ein gemeinsames Wort zwischen Uns und Euch (engl. A Common Word Between Us & You), den Persönlichkeiten des Islam an „Führer christlicher Kirchen überall“ (engl. „Leaders of Christian Churches, everywhere …“) sandten (13. Oktober 2007).